# فابريس ميركيري
فابريس ميركيري (بالفرنسية: Fabrice Mercury)‏ (6 أغسطس 1981 بغوادلوب في فرنسا - ) هو لاعب كرة قدم فرنسي في مركز حراسة المرمى. لعب مع CS Moulien ‏.

## روابط خارجية
- فابريس ميركيري على موقع قاعدة بيانات كرة القدم.إي يو (الإنجليزية)
- فابريس ميركيري على موقع ناشيونال فوتبول تيمز (الإنجليزية)
- فابريس ميركيري على موقع Soccerway.com (الإنجليزية)